# Zuzanna
Zuzanna – imię żeńskie pochodzenia biblijnego. Wywodzi się od hebr. ‏שׁוֹשַׁנָּה‎ (szoszana), zapożyczonego przez język grecki, a pochodzącego od hebr. ‏שׁוֹשָׁן‎ (szoszan), oznaczającego „lilia”, co z kolei prawdopodobnie wywodziło się od egipskiego seszen, czyli „lotos”. W Polsce imię to jest notowane w dokumentach od 1265 roku, w formach Zuzanna/Żużanna, a także pochodnych: Zanna/Żanna, Zanka/Zańka, Ożanka (zob. też Ożanna), Zużka, Zuchna, Oszka. Wśród imion nadawanych nowo narodzonym dzieciom, Zuzanna w 2017 zajmowała 2. miejsce w grupie imion żeńskich.
Wymienia się osiem świętych o tym imieniu.
Zuzanna imieniny obchodzi:
- 18 stycznia, jako wspomnienie św. Zuzanny z Salerno,
- 11 maja, jako wspomnienie św. Zuzanny, męczennicy perskiej
- 24 maja, jako wspomnienie św. Zuzanny, wspominanej razem ze śś. Marcjanną i Palladią (święte te nie są już wymieniane w nowym Martyrologium Rzymskim),
- 6 lipca, jako wspomnienie bł. Zuzanny Agaty (Marii Róży) de Loye, męczennicy francuskiej,
- 11 sierpnia, jako wspomnienie św. Zuzanny, męczennicy rzymskiej,
- 19 września, jako wspomnienie św. Zuzanny, męczennicy z Eleuteropolis, pominiętej w nowym Martyrologium Rzymskim,
- 17 października, jako wspomnienie św. Zuzanny (Szuszanik), męczennicy ormiańsko-gruzińskiej.

## W innych językach
- język angielski – Susan, Susannah, Suzanna, Susanne, Sue, Susi, Suzi
- język białoruski – Siuzanna (Сюзанна), Susanna (Сусанна)
- język bułgarski – Suzana, Suza, Suzanka, Suska
- język czeski – Zuzana
- język duński – Susanne
- język fiński – Susanna, Sanna, Sanni,
- język francuski – Suzanne, Susette, Suzette,
- język gruziński – შუშანიკ (Szuszanik)
- język hiszpański – Susana
- język litewski – Zuzana, Zuzane, Zuze, Zune
- język łaciński – Susanna, Xuxa
- język łotewski – Zuzana, Zuze
- język macedoński – Suzana, Suza
- język niderlandzki – Suzanne, Suus, Suze,
- język niemiecki – Susanne, Susanna, Susi
- język norweski – Susanna, Susane, Susen
- język portugalski – Susana, Susanna
- język rosyjski – Siuzanna (Сюзанна), Susanna (Сусанна), Zuzana (Зузана)
- język rumuński – Suzana, Sosana
- język serbsko-chorwacki – Suzana
- język słowacki – Zuzana, Zuza
- język słoweński – Suzana
- język szwedzki – Susanna, Susanne
- język ukraiński – Siuzanna (Сюзанна), Susanna (Сусанна), Suzanna (Сузанна)
- język węgierski – Zsuzsanna, Zsuzsa
- język włoski – Susanna

## Kobiety o imieniu Zuzanna
- Zuzanna – postać biblijna
- Susanne Bier – duńska reżyserka, scenarzystka i producentka filmowa
- Zuzanna Bijoch – polska modelka
- Zuzana Čaputová – prezydent Słowacji
- Zuzanna Cembrowska – Miss Polonia 1958
- Susanna Clarke – brytyjska pisarka
- Susannah Constantine – brytyjska dziennikarka i stylistka
- Suzanne Cory – australijska uczona
- Shoshana Damari – izraelska wokalistka
- Suzana S. Drobnjaković – amerykańska aktorka
- Zuzanna Efimienko-Młotkowska – polska siatkarka
- Zuzanna Falzmann – polska dziennikarka
- Susan Flannery – amerykańska aktorka
- Zuzanna Ginczanka – polska poetka
- Zuzanna Górecka – polska siatkarka
- Zuzanna Grabowska – polska aktorka, żona Pawła Domagały
- Susan Hampshire – angielska aktorka
- Zuzana Hejnová – czeska lekkoatletka
- Zuzanna Jabłońska – polska piosenkarka
- Zuzanna Janin – polska artystka
- Zuzanna Grabowska (Jurczak) – polska piosenkarka, pianistka i skrzypaczka znana jako sanah
- Susanna Kallur – szwedzka lekkoatletka
- Zsuzsa Körmöczy – węgierska tenisistka
- Zsuzsa Koncz – węgierska piosenkarka
- Suzanne Lenglen – francuska tenisistka
- Zuzanna Leśniak-Goulais – polska aktorka
- Susanne Mayer – niemiecka dziennikarka i pisarka
- Zuzanna Mazurek – polska pływaczka
- Zuzana Ondrášková – czeska tenisistka
- Zsuzsa Polgár – ósma mistrzyni świata w szachach
- Susanna Pöykiö – fińska łyżwiarka figurowa
- Suzi Quatro – piosenkarka
- Zuzanna Rabska – polska poetka, pisarka, tłumaczka
- Zuzanna Radecka – polska lekkoatletka, olimpijka
- Susan Sarandon – amerykańska aktorka
- Suzanne Somers – amerykańska aktorka, producentka, scenarzystka, modelka i pisarka
- Susan Sontag – amerykańska pisarka
- Zuzanna Szwed – polska łyżwiarka figurowa
- Zuzanna Toeplitz – polska psycholog
- Zuzanna Topolińska – językoznawca, slawistka
- Sanna Valkonen – fińska futbolistka
- Suzanne Vega – amerykańska piosenkarka
- Zsuzsanna Vörös – węgierska pięcioboistka nowoczesna
- Susannah York – angielska aktorka
- Susan Ward – amerykańska aktorka telewizyjna i fotomodelka
- Siouxsie Sioux – brytyjska wokalistka postpunkowa
- Suzanne Collins – amerykańska pisarka

## W literaturze
- poemat Zuzanna Jana Kochanowskiego
- Zuzanna Pevensie w Opowieściach z Narnii Clive’a Staplesa Lewisa
- Zuza Kostryniówna w Czarnych skrzydłach Juliusza Kadena-Bandrowskiego
- Zuzanna Katschka w Wyznaniach hochsztaplera Feliksa Krulla Tomasza Manna
- Zuzia w Kubusiu Fataliście i jego Panu Denisa Diderota
- Zusia w Zmowie nieobecnych Marii Kuncewiczowej
- Zuzanna w Weselu Figara Pierre’a Beaumarchais
- Zuzanna w wierszu Zuzanna i starcy Anny Janko
- Susan w powieści Fale Virginii Woolf
- Zuzanna w Bezsenniku Lilianny Fabisińskiej
- Suzana de San Juan z utworu El gallo de oro Juana Rulfo
- Susan Sto Helit w kilku powieściach z serii Świat Dysku Terry’ego Pratchetta
- Susannah Simon w serii „Pośredniczka” Meg Cabot
- Zuzanna Baker z serii książkowej „Ania z Zielonego Wzgórza” Lucy Maud Montgomery
- Zuzanna Klajn w powieści „Córka łupieżcy” Jacka Dukaja
- Zuzanna (Zazula) Makowska w Kalamburce Małgorzaty Musierowicz
- Susan Bones w Harrym Potterze Joanne Kathleen Rowling
- Zuza w Zuzie albo czasie oddalenia Jerzego Pilcha

## W muzyce
- Oratorium Susanna G.F. Haendla (Londyn, 1748)
- Zuzanna w Weselu Figara Wolfganga Amadeusa Mozarta
- Oh! Susanna – pieśn Stephena Fostera
- Suzanne – utwór Leonarda Cohena
- Lament for My Suzanne – utwór Current 93
- Suzanne – utwór Hope Sandoval & the Warm Inventions
- I love you Suzanne – utwór Lou Reed & The Velvet Underground
- When Susannah cries (she cries a rainstorm) – utwór Espen Lind
- Die traurige Ballade von Susi Spakowski – utwór zespołu Die Ärzte
- Susanna (I'm crazy loving you) – utwór The Art Company
- Suzie Q – utwór Creedence Clearwater Revival
- Zuzanna utwór Macieja Zembatego
- Suzanne – utwór zespołu Weezer
- Little Susie, Blood on the dancefloor, Superfly Sister – utwór Michaela Jacksona
- Susana – utwór Ricky’ego Martina
- Sorry Susan – utwór zespołu The Hollies
- Little Suzie – utwór Kelis
- Suzanne – utwór Tori Amos (cover utworu Leonarda Cohena)
- Lil Suzy – utwór Kelis
- (We are the same) Suzanna – utwór The Sisters of Mercy
- Wake up, little Suzie – utwór Simona i Garfunkla
- Hey, Little Suzie – utwór Billy’ego Gilmana
- Makatka dla Zuzanny – utwór zespołu Stare Dobre Małżeństwo
- Zuza (i tak to wygląda) – utwór Lecha Janerki
- Zuza – utwór Danuty Rinn
- Zuza – utwór Pawła Domagały
- Zuzanny jeszcze śpią – utwór Wojciecha Młynarskiego
- Zuzia, lalka nieduża – utwór Natalii Kukulskiej

## Miejscowości związane z imieniem św. Zuzanny
- Santa Susanna w Katalonii
- Susana w Santa Fe w Argentynie
- Suzanne w departamencie Ardeny we Francji
- Sainte-Suzanne w departamencie Doubs we Francji
- Suzanne w departamencie Somme we Francji
- Sainte-Suzanne-sur-Vire w departamencie Manche we Francji
- Prétot-Sainte-Suzanne w departamencie Manche we Francji
- Sainte-Suzanne w departamencie Mayenne we Francji